# Sifton Ranges
Sifton Ranges är ett berg i Kanada.   Det ligger i provinsen British Columbia, i den centrala delen av landet, 3 600 km väster om huvudstaden Ottawa. Toppen på Sifton Ranges är 2 258 meter över havet, eller 166 meter över den omgivande terrängen. Bredden vid basen är 1,6 km.
Terrängen runt Sifton Ranges är kuperad åt sydväst, men åt nordost är den bergig. Trakten runt Sifton Ranges är nära nog obefolkad, med mindre än två invånare per kvadratkilometer.. Det finns inga samhällen i närheten. 